# Premio Brin
El Premio Michael Brin para Sistemas Dinámicos, también abreviado Premio Brin. ES una distinción matemática otorgada a los matemáticos que han logrado un progreso notable en el campo de los sistemas dinámicos y que han obtenido su doctorado por menos de 14 años. El premio está inspirado en el matemático estadounidense Michael Brin de la Universidad de Maryland, especialista en sistemas dinámicos. Su hijo Sergey Brin es cofundador de Google.
El primer premio fue otorgado en 2008, y desde 2009 se ha otorgado cada dos años. En 2011 el galardonado Artur Ávila obtuvo también la Medalla Fields en 2014.

## Premiados
- 2008, Giovanni Forni
- 2009, Dmitry Dolgopyat
- 2011, Artur Ávila
- 2013, Omri Sarig
- 2015, Federico Rodríguez Hertz.[2]
- 2017, Lewis Bowen.[3]
- 2018, Mike Hochman
- 2019, Sébastien Gouëzel

[actualizar]